# 1920 في المكسيك
فيما يلي قوائم الأحداث التي وقعت خلال عام 1920 في المكسيك.

## سياسة

### تعيين في المنصب
- 1 يونيو – أدولفو دي لا ويرتا رئيس المكسيك.

### انتهاء فترة المنصب
- 30 نوفمبر – أدولفو دي لا ويرتا رئيس المكسيك.

## ظهور
- 1 يناير – تيرا كالينتي

## مواليد

### يونيو
- 16 يونيو – خوسيه لوبيز بورتيو

### يوليو
- 29 يوليو – رودولفو أكوستا

## وفيات

### مايو
- 21 مايو – فينوستيانو كارانسا (مواليد 1859)